# Плитспичпром
ЗАО «Плитспичпром» (сокращённо ПСП) — многопрофильное промышленное предприятие лесопромышленного комплекса, расположено в городе Балабаново Калужской области.

## История
Строительство предприятия началось в 1950 году по приказу Главного Управления спичечной промышленности Минлесбумпрома СССР в качестве экспериментальной фабрики.
С 1990-х годов «Плитспичпром» является закрытым акционерным обществом. В его состав входят спичечные цеха № 1 и № 2, механический цех, цех древесных плит, автотранспортный цех (АТЦ), цех домостроения и сращивания бруса, магазины, а также столовая.

## Продукция
«Плитспичпром» производит пиломатериалы, погонаж, клееный брус и дома из него, каркасно-панельные дома, древесные плиты (ДВП, ДСП, в том числе влагостойкую). В прошлом предприятие являлось крупным производителем спичек. Производство спичек было остановлено в 2013 году из-за отсутствия в регионе сырья необходимого качества.